# Portes del carrer Major
Les Portes del carrer Major són un conjunt de portes de la Morera de Montsant (Priorat) incloses a l'Inventari del Patrimoni Arquitectònic de Catalunya.

## Descripció
Es tracta d'un conjunt de portes de diversos estils i bastides amb materials també diversos, preferentment pedra i maó. Hom en troba en, pràcticament, totes les combinacions possibles: dovellades, de pedra fins a l'arc i aquest de maons, totes de maons, etc. Les formes són també diferents així com les mides. Se'n troben d'arc de mig punt i també d'arc apuntat.

## Història
La majoria d'aquests elements ha de datar-se cap a la fi del l'Edat Mitjana, malgrat que n'hi deu haver de més modernes. El conjunt constitueix una veritable tipologia de formes i materials utilitzats en la construcció de les portes de les cases i, a més a més, es troba en la seva totalitat al llarg del carrer Major.